# کولا، نیو ساوت ولز
کولا (به انگلیسی: Coolah) یک شهرک در استرالیا است که در نیو ساوت ولز واقع شده‌است.

## مردم
لیزا مسنجر, کارآفرین و نویسنده